# OFC Sliven 2000
El OFC Sliven 2000 es un equipo de fútbol de Bulgaria que milita en la B PFG, la segunda liga de fútbol más importante del país.
Fue fundado en el año 1914 en la ciudad de Sliven con el nombre Sportist Sliven y ha tenido varios nombres a lo largo de su historia como Asenovetz, DNA, General Zaimov, Mlada Gvardia, etc.
Alcanzó la Liga Profesional de Bulgaria por primera vez en la Temporada 1963/64 luego de la Segunda Guerra Mundial, donde ha jugado en 22 temporadas, teniendo sus mejores años en la década de 1990, donde ganaron su único título importante hasta el momento, la Copa en 1990 venciendo en la final al CSKA Sofia.
Luego el equipo entró en crisis, al punto de estar jugando en las Ligas Regionales de Bulgaria y la bancarrota. Fue Rebautizado como OFC Sliven 2000 por el año de la reestructuración, liderado por Yordan Letchkov, uno de sus jugadores históricos.
A nivel internacional ha participado en 2 torneos continentales, en los cuales jamás ha superado la Primera Ronda.

## Palmarés
- Copa de Bulgaria: 1

1989/90

## Participación en competiciones de la UEFA
- Copa UEFA: 1 aparición

1985 - Primera Ronda
- Recopa de Europa de Fútbol: 1 aparición

1991 - Primera Ronda

### Récord europeo
| Temporada | Torneo                | Ronda | País                 | Club           | Casa | Visita | Global |
| --------- | --------------------- | ----- | -------------------- | -------------- | ---- | ------ | ------ |
| 1984/85   | Copa UEFA             | 1     | Bosnia y Herzegovina | FK Zeljeznicar | 1-0  | 1-5    | 2-5    |
| 1990/91   | UEFA Cup Winners' Cup | 1     | Italia               | Juventus       | 0-2  | 1-6    | 1-8    |

## Jugadores destacados
- Yordan Letchkov
- Nikolay Arabov
- Valeri Valkov
- Velian Parushev
- Vasil Tinchev
- Kosta Yanev
- Christian Bosch
- Zhivko Kelepov
- Ivan Valchev
- Vasil Santurov
- Radia Doychev
- Plamen Timnev
- Ivan Stoyanov